# Переводный рубль
Перево́дный рубль (иногда «переводно́й рубль») — коллективная валюта, мера стоимости, средство платежа и накопления для организации многосторонних расчётов стран-членов Совета экономической взаимопомощи.
Был утверждён соглашением о международных расчётах стран — членов СЭВ 22 октября 1963 года.
Страны СЭВ использовали переводный рубль как международную денежную единицу с 1 января 1964 года. Не имел конкретно-предметной формы, например, банкнот или казначейских билетов, использовался только для безналичных расчётов между странами-участницами; существовал только в виде записей на специальных счетах Международного банка экономического сотрудничества (МБЭС), Международного инвестиционного банка (МИБ) или в банках стран-участниц.
Имел официальное золотое содержание в 0,987412 грамма чистого золота, но в национальные валюты капиталистических стран не конвертировался и на золото не обменивался. Мог обмениваться только на национальные валюты стран — участниц Совета.
К 25-летию Международного банка экономического сотрудничества (МБЭС) в 1988 году была выпущена памятная монета-сувенир — «Переводный рубль».